# Punta Robalo
Punta Robalo es un corregimiento del distrito de Chiriquí Grande en la provincia de Bocas del Toro, República de Panamá. La localidad tiene 1.164 habitantes (2010).

## Demografía
En 2010 Punta Robalo contaba con una población de 1 164 habitantes según datos del Instituto Nacional de Estadística y una extensión de 51 km² lo que equivale a una densidad de población de 22,82 habitantes por km².

### Razas y etnias
- 62,63 % Chibchas (Americanos)[3]
- 33,42 % Mestizos
- 3,95 % Afropanameños[3]

La población es mayoritariamente guaimí y buglé.